# ナス目
|  | アムボレラ目 スイレン目 アウストロバイレヤ目 センリョウ目 カネラ目 コショウ目 クスノキ目 モクレン目 ショウブ目 オモダカ目 ヤマノイモ目 タコノキ目 ユリ目 キジカクシ目 ダシポゴン科 ヤシ目 イネ目 ツユクサ目 ショウガ目 マツモ目 キンポウゲ目 アワブキ科 ヤマモガシ目 ツゲ目 ヤマグルマ目 グンネラ目 ハマビシ目 ニシキギ目 キントラノオ目 カタバミ目 マメ目 バラ目 ウリ目 ブナ目 フウロソウ目 フトモモ目 クロッソソマ目 ムクロジ目 フエルテア目 アブラナ目 アオイ目 ブドウ目 ユキノシタ目 ビワモドキ科 ベルベリドプシス目 ビャクダン目 ナデシコ目 ミズキ目 ツツジ目 ガリア目 リンドウ目 シソ目 ナス目 モチノキ目 セリ目 キク目 マツムシソウ目 |

ナス目 (ナスもく、Solanales) は被子植物の目の一つ。ナス科をタイプ科とする。約5000種からなる。

## 分類
5科が属する。
- モンティニア科 Montiniaceae - 3属5種
- ナガボノウルシ科 Sphenocleaceae - 1属2種
- セイロンハコベ科 Hydroleaceae - 1属12種（旧ハゼリソウ科の一部）
- ヒルガオ科 Convolvulaceae - 約60属1600種
- ナス科 Solanaceae - 約100属2500種（旧ノラナ科を含む）

## 系統
次のような系統樹が得られている。

## 過去の分類体系
クロンキスト体系ではキク亜綱の下に置き、9科を含める。
- ドゥッケオデンドロン科 Duckeodendraceae
- ノラナ科 Nolanaceae
- ナス科 Solanaceae
- ヒルガオ科 Convolvulaceae
- ネナシカズラ科 Cuscutaceae
- レトジア科 Retziaceae
- ミツガシワ科 Menyanthaceae
- ハナシノブ科 Polemoniaceae
- ハゼリソウ科 Hydrophyllaceae

新エングラー体系ではナス科がシソ目に入っているため、ナス目の名称は使われていない。